# 足利義勝
足利 義勝（あしかが よしかつ）は、室町時代中期の室町幕府第7代征夷大将軍（在任：1442年 - 1443年）。第6代将軍・足利義教の長男。

## 生涯
永享6年2月9日（1434年3月19日）、6代将軍・足利義教の長庶子として誕生した。母は側室・日野重子であるが、正室・正親町三条尹子の猶子となり、世子として認められた。幼名は千也茶（ちゃちゃ）と名付けられた。
同年3月3日、畠山持国邸で一泊したのち、翌4日に政所執事・伊勢貞国の屋敷に入った。その後、伊勢邸で養育され、室町第に入るまでの8年間を過ごした。
嘉吉元年（1441年）6月24日、嘉吉の変が起こり、父・義教が赤松満祐に殺害されたため、26日に千也茶は室町第へ移された。そして、管領・細川持之ら大名に擁されて、後継者となることが確認された。
同年8月19日、千也茶丸は後花園天皇より、義勝の名を与えられた。また、装束・髪型は童形のままであったものの、これより後は「室町殿」と呼ばれるようになった。
嘉吉2年（1442年）11月7日、義勝は関白・二条持基を烏帽子親として、9歳で元服した。また、併せて将軍宣下が行われ、義勝は将軍職を継ぎ、第7代将軍となった。
嘉吉3年（1443年）6月19日、朝鮮王の使節である朝鮮通信使が入京し、義勝は使節と室町殿で会見している（『康富記』）。このとき、幕府は義勝が年少であることや、多額の護衛費用を理由に入京を断ろうとしたが、使節から義教への弔意を伝えるためとの説明を受けたため、入京を渋々認めた。朝鮮通信使は50騎に及び、楽隊も従えていたため、朝廷・幕府の要人は幼少の義勝をいかに威厳があるように見せるか苦悩したのではないか、と榎原雅治は推測している。
同年7月21日、義勝は室町第で死去した。享年10（満9歳没）。在任わずか8ヶ月であった。死因は落馬、暗殺など諸説があるが、赤痢による病死が有力であるとされている。
後任の将軍には、僧侶になることが予定されていた同母弟で8歳の三春（のち義成、義政）が選出された（将軍就任はその6年後の1449年）。だが、義勝、義政と幼少の将軍が2代続いたことから、朝廷や有力守護大名の幕政への関与が続き、将軍の権威が大きく揺らぎ始めることになった。

## 人物
義勝は幼年で政治能力が無かったため、細川持之が実権を掌握し、嘉吉の乱を起こした満祐の討伐を主導した。また、「代初めの徳政」を求めた嘉吉の徳政一揆などを平定した。持之の管領辞任後、畠山持国・山名持豊や生母の日野重子らが実権を握った。

## 墓所・木像
墓所は安国寺慶雲院にあったとされるが、焼失したため現存せず、遺骨等も所在不明となった。
木像は等持院に現存している。木像は束帯姿であるが、義勝は参内経験もなく死去したため、束帯を着用する唯一の機会であったと思われる朝鮮通信使との対面が参考にされたという見方もある。
建仁寺の塔頭・霊源院には、義勝が描いたという「達磨図」が現存している。図上にある江西龍派の賛によると、義勝10歳の時、家臣の千秋持季に描き与えたものだが、程なく義勝は夭折、持季はこの絵を見るたびに追慕の情に堪えきれず、江西に着賛を求めたという。

## 官歴
- 嘉吉元年（1441年）
  - 8月19日：後花園天皇から義勝の名を与えられ、従五位下に叙す
- 嘉吉2年（1442年）
  - 11月17日：元服。同日、正五位下に昇叙し、左近衛中将に任官。併せて征夷大将軍宣下
- 嘉吉3年（1443年）
  - 1月5日：従四位下に昇叙。7月21日、卒去。法号は慶雲院栄山道春大居士。7月23日、贈従一位・左大臣

## 偏諱を受けた人物

### 公家
- 小島勝言（飛騨国司）
- 日野勝光（義勝の従兄弟にあたる日野重政の子、のちに義勝の弟・義政の妻となる富子の兄）

### 武家
- 宇佐美勝祐
- 細川勝元（京兆家、持之の嫡男）
- 細川勝之（野州家出身、勝元の猶子）
- 細川勝氏（『海東諸国紀』に勝元の従兄弟と記載されている人物）
- 細川勝信（和泉下守護家、別名：基経）
- 細川勝久（備中守護家）
- 細川勝益（遠州家、土佐守護代（勝元の代官））
- 京極勝秀（細川勝元の従兄弟）
- 山名勝豊（細川勝元の岳父・山名熙貴の養子、実父は山名持豊（宗全））
- 千秋勝季（幕府奉公衆・熱田大宮司家一族（藤原季範の末裔））

## 関連作品
TVドラマ
- 花の乱（1994年、NHK大河ドラマ、演：久我未来）